# Forordning (EU)
 Denne artikel omhandler forordninger i EU-lovgivning. Opslagsordet har også en anden betydning, se Forordning (Danmark).
En forordning er en EU-retsakt, altså en slags EU-lov. En forordning er (modsat et direktiv) direkte anvendelig i medlemsstaterne. Det betyder, at en EU-forordning er gældende i EU's medlemslande uden først at skulle indarbejdes i medlemslandet lovgivning gennem udstedelse af en lov i hvert enkelt medlemsland. Borgerne kan således erhverve rettigheder og pålægges pligter i henhold til forordninger.
Hjemlen til at udstede forordninger findes i Traktaten om Den Europæiske Unions Funktionsmåde artikel 288. Rådet kan delegere sin ret til at udstede forordninger til Kommissionen og forordninger udstedes således af såvel Rådet som af Kommissionen.

## Eksempler på forordninger
- Forordningen vedrørende kunstig intelligens[3]
- Databeskyttelsesforordningen GDPR ophæver et direktiv[4]
- Dublin-forordningen[5]
- Forordning om fremme af retfærdighed og gennemsigtighed for brugere af onlineformidlingstjenester[6]
- Forordning om fødevareinformation til forbrugerne[7]